# Mazyrské Polesí

Mazyrské Polesí (zeleně) na mapě geomorfologické mapě Běloruska

Mazyrské Polesí (bělorusky Мазырскае Палессе) je fyzicko-geografický rajón Běloruského Polesí. Jedná se o rovinu, která je vyvýšena nad Pripjaťským Polesím a Homelským Polesím o 15—20 metrů. Hranici tvoří řeky Pripjať, Uborť a také skalní výběžky Ovručské krjaže (vysočiny). Nachází se zde Mazyrská vrchovina, kde se nachází nejvyšší bod nejen v Mazyrském, ale i na celém území Polesí.
Tektonicky spadá k centrální části Pripjaťského aulakogénu. Krystalický fundament je překryt sedimentární vrstvou horinin svrchního proterozoika (starohor), paleozoika (zvláště horniny pocházející z svrchního devonu o mohutnosti 3 500 metrů) a kenozoika. Antropogenní vrstva (o mohutnosti 40—140 m) je tvořena sedimenty bjerizinského a dněperského zalednění a holocénu neboli mladších čtvrtohor.
Převažuje nadmořský výška 150—160 m n. m., nejvyšší 221 m n. m. Mazyrské Polesí je výrazná rovina, která se tyčí nad okolním terénem o 10—20 metrů. Výkyvy v relativních výšek činí 3—5, výjimečně 7 m. Široké strže jsou alokovány s rašelinou. V oblasti mezi řekami Batyŭlja a Čerceň se nacházejí jezerní aluviální nížiny. V severovýchodní části, na pravého břehu řeky Pripjať, se zachovala okrajová ledovcová formace Mozyrské grjady.
Grjady byly vytvořeny dněperským zaledněním. Jsou tvořeny morénami (písčité hlíny, hlíny, jílu, písku, štěrko-oblázkový materiál), které jsou překryty glaciálními písky s výskytem oblázků a štěrku, na severních a severovýchodních svazích se nacházejí sprašové hlíny. 
Povrch Mazyrského Polesí tvoři duny a bažinaté kotliny. Údolí řek se vyznačují malou hloubku, mokřady a někdy dunovými hřebeny. Má ložiška minerálů jako je kamenná sůl, jíly, stavební písek, rašelina a minerální vody. Průměrná teplota v lednu je −6,4 °C, v červenci 18,8 °C. Celkový úhrn srážek činí 600 mm za rok. Říční sít náleží do povodí Pripjatě. Největší řekou je Slavěčna s jeho přítoky Batyŭlja a Čerceň.
Dominují drnově podzolové půdy a drnově podzolové bažinné hlinito písčité, na sprašových depozitech leží světlé drnově podzolové hlinitopísčité půdy. Lesy pokrývají 50% území. Nacházejí se zde borové, listnatě-borové a dubové lesy. V bažinatých nížinách se vyskytují břízové lesy a olše. V nivách malých řek jsou travnaté louky, zde jsou slatiny. K orbě je využíváno 12% území, louky a pastviny zabírají 11% území. Nachází se zde krajinná rezervace Mazyrskija Jary.